# Krystyna Herman
Krystyna Janina Herman (ur. 16 grudnia 1951 w Nowej Rudzie) – polska polityk, położna, posłanka na Sejm III i IV kadencji.

## Życiorys
Uzyskała wykształcenie średnie policealne, ukończyła w 1973 Wydział Położnych Medycznego Studium Zawodowego w Opolu. Pracowała jako położna i instruktor wojewódzki ds. pediatrii.
Należała do Polskiej Zjednoczonej Partii Robotniczej. Zasiadła w Radzie Krajowej Związków Zawodowych Pracowników Ochrony Zdrowia, zaangażowała się też w działalność Okręgowej Izby Pielęgniarek i Położnych w Wałbrzychu. W latach 1994–1998 zasiadała w wałbrzyskiej radzie miasta. Później przystąpiła do Sojuszu Lewicy Demokratycznej, gdzie zasiadała we władzach krajowych i wojewódzkich.
Była posłanką III i IV kadencji wybraną w okręgach wałbrzyskich: nr 48 i nr 2 z listy SLD. W 2005 bez powodzenia ubiegała się o reelekcję. W 2006 została radną powiatu wałbrzyskiego, w 2010 nie ubiegała się o reelekcję.